# Palms (Metro de Los Ángeles)
Palms (anteriormente Bayview; The Palms) es una estación en la Línea E del Metro de Los Ángeles. La estación Culver City fue construida el 17 de octubre de 1875 por Pacific Electric, pero fue reconstruida por Metro e inaugurada el 20 de junio de 2012. La Autoridad de Transporte Metropolitano del Condado de Los Ángeles es la encargada por el mantenimiento y administración de la estación.

## Descripción y servicios
La estación Culver City cuenta con 1 plataforma central y 2 vías.